# Харьковский район
Харьковский район (укр. Харківський район) — административная единица на севере Харьковской области Украины. Административный центр — город Харьков.

## География

### Расположение
Район расположен на севере Харьковской области.
На севере район граничит с Белгородским районом Белгородской области России, на востоке с Чугуевским районом, на юге с Красноградским, на западе с Богодуховским районами Харьковской области.
Харьковский район занимает выгодное экономически-географическое положение.

### Гидрография
Основные реки района — Лопань, Харьков, Уды.

## История
7 марта 1923 года правительством УССР постановлением Президиума Всеукраинского Центрального Исполнительного Комитета № 315 от 7 марта 1923 года была принята новая система административного деления территории республики. Уезды и волости были заменены районами и округами. В Харьковской губернии вместо 10 уездов было создано 5 округов, вместо 227 волостей — 77 районов, в том числе Люботинский, Харьковский, Липецкий, Циркуновский, Мерефянский и Коротичанский, расположенные на территории нынешнего Харьковского района в его границах до июля 2020 года.
За сорок лет территория района пять раз подвергалась административно-территориальным изменениям. Так, 19 февраля 1939 года 10 поселковых и 9 сельских советов были переданы из Харьковского района в Дергачёвский.
После ВОВ до конца 1950-х годов район назывался Харьковский сельский район.
С момента, когда Харьковский район сформирован согласно Постановлению президиума Верховного Совета УССР от 4 января 1965 года с административным центром в городе Харькове, границы района не менялись до 2012/20 года.
Площадь района в границах 2012-20 г.г. составляла 136 431 гектара (1 364 км².),
В 2020 году в рамках «оптимизации» районов в Харьковской области Верховная Рада оставила семь районов, в том числе Харьковский.
Постановлением от 17 июля 2020 года в рамках украинской административно-территориальной реформы по новому делению Харьковской области район был укрупнён, в его состав вошли территории:
- прежнего Харьковского района,
- Дергачёвского района,
- северной части Нововодолажского района,
- а также городов областного значения Харьков и Люботин.

## Население

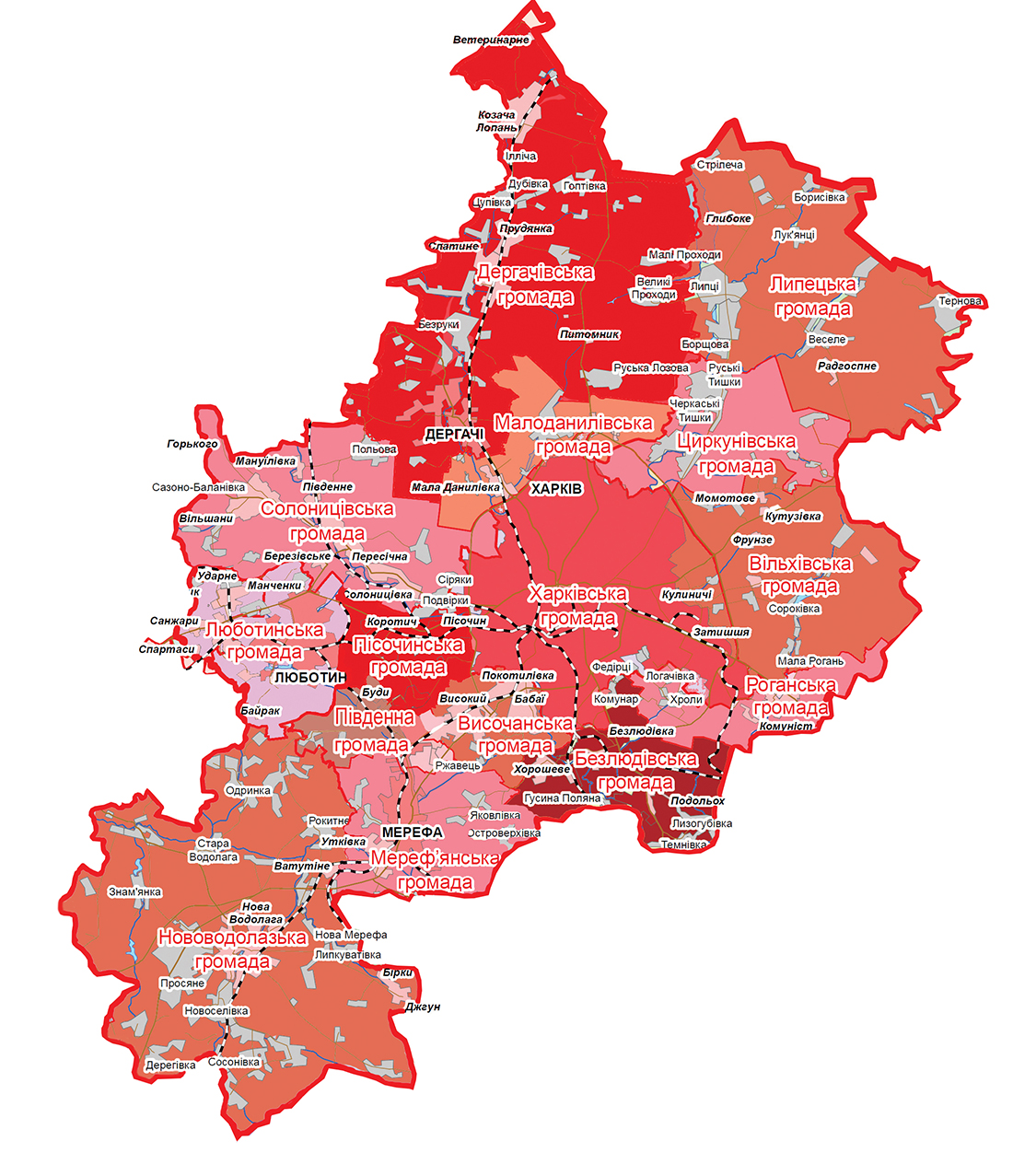
Карта Харьковского района

Численность населения района в укрупнённых границах — 1 762,8 тыс. человек.
Численность населения района в границах до июля 2020 года по состоянию на 1 января 2020 года — 176 186 человек, из них городского населения — 118 701 человек, сельского — 57 485 человек.

## Административное устройство
Район в укрупнённых границах с июля 2020 года делится на 15 территориальных общин (громад), в том числе 5 городских, 7 поселковых и 3 сельские общины (в скобках — их административные центры):
- Городские:
  - Харьковская городская община (город Харьков),
  - Дергачёвская городская община (город Дергачи),
  - Люботинская городская община (город Люботин),
  - Мерефянская городская община (город Мерефа),
  - Южногородская городская община[13] (город Южный (Пивденное));
- Поселковые:
  - Безлюдовская поселковая община (пгт Безлюдовка),
  - Высочанская поселковая община (пгт Высокий),
  - Малоданиловская поселковая община (пгт Малая Даниловка),
  - Нововодолажская поселковая община (пгт Новая Водолага),
  - Песочинская поселковая община (пгт Песочин),
  - Роганская поселковая община (пгт Рогань),
  - Солоницевская поселковая община (пгт Солоницевка);
- Сельские:
  - Ольховская сельская община (село Ольховка),
  - Липецкая сельская община (село Липцы),
  - Циркуновская сельская община (село Циркуны).

Различные административно-хозяйственные подразделения района находятся в трёх городах: Харькове (райсовет и райадминистрация), Мерефе (райотдел МВД, райотдел миграционной службы, РЭС, газовая служба), Люботине.
Самым крупным по населению населённым пунктом района, кроме Харькова, с 2019 года является Песочин.

### История деления района

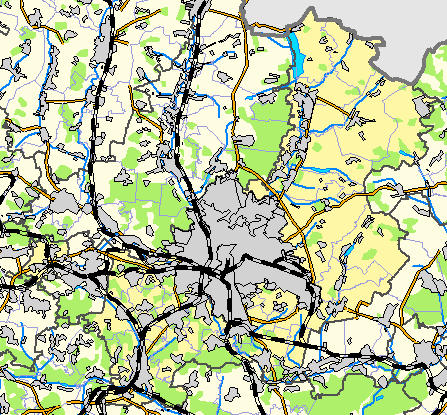
Район в старых границах до июля 2020 года

Район в старых границах до июля 2020 года включал в себя:
| - Городских советов: 2 - Поселковых советов: 14 - Сельских советов: 14 | - Городов: 2 - Посёлков городского типа: 14 - Посёлков: 22 - Сёл: 68 |

Местные советы (в старых границах до июля 2020 года):
Мерефянский городской совет

Южногородской (Южненский) городской совет

Бабаевский поселковый совет

Безлюдовский поселковый совет

Березовский поселковый совет

Будянский поселковый совет

Васищевский поселковый совет

Высочанский поселковый совет

Коротычанский поселковый совет

Кулиничёвский поселковый совет

Манченковский поселковый совет

Песочинский поселковый совет

Покотиловский поселковый совет

Роганский поселковый совет

Утковский поселковый совет

Хорошевский поселковый совет

Веселовский сельский совет

Глубоковский сельский совет

Жовтневый сельский совет

Коммунарский сельский совет

Лизогубовский сельский совет

Липецкий сельский совет

Лукьяновский сельский совет

Малороганский сельский совет

Пономаренковский сельский совет

Русско-Тишковский сельский совет

Ольховский сельский совет

Терновский сельский совет

Циркуновский сельский совет

Яковлевский сельский совет
Населённые пункты (в старых границах до июля 2020 года):
с. Александровка (Циркуновский сельсовет)

с. Александровка (Яковлевский сельсовет)

пгт Бабаи

с. Байрак

пос. Барчаны

с. Бедряги

пгт Безлюдовка

пгт Березовка

с. Бисквитное

с. Благодатное

с. Бобровка

с. Борисовка

с. Боровое

с. Борщевая

с. Бражники

пгт Буды

с. Бутенково

с. Быстрое

пгт Васищево

с. Верхняя Озеряна

с. Верхняя Роганка

с. Веселое

пгт Высокий

с. Глубокое

с. Горбани

с. Гурино

пос. Докучаевское

с. Заики

пос. Затишное

с. Затишье

с. Зеленое

пос. Зерновое

с. Кирсаново

с. Коропы

пгт Коротыч

с. Котляры

с. Красное

с. Красная Поляна 

с. Кринички

пгт Кулиничи

с. Кутузовка

с. Лелюки (Пономаренковский сельсовет)

с. Лелюки (Утковский поссовет)

с. Лизогубовка

с. Липцы

с. Логачовка

с. Лукьянцы

с. Малая Рогань

пос. Малое Весёлое

пгт Манченки

г. Мерефа

с. Михайловка

с. Мищенки

с. Молчаны

пос. Момотово

с. Мороховец

с. Надточии

с. Нескучное

с. Нестеренки

с. Нижняя Озеряна

пос. Новая Березовка

пос. Новый Коротыч

с. Олейниково

с. Олешки

с. Ольховка

с. Орехово

с. Павленки

пос. Перемога

с. Перемога

пос. Першотравневое

пгт Песочин

с. Петровка

пос. Подолёх

пгт Покотиловка

с. Пономаренки

пос. Прелестное

с. Пыльная

пос. Рай-Оленовка

с. Ржавец

пгт Рогань

с. Русские Тишки

пос. Санжары

пос. Селекционное

с. Слободское

с. Слобожанское

с. Сороковка

пос. Спартасы

с. Старая Московка

с. Степанки

с. Стрелечья

с. Темновка

с. Терновая

пос. Травневое

пос. Ударное

с. Украинское

пгт Утковка

с. Федорцы

с. Хмаровка

пгт Хорошево

с. Хролы

с. Циркуны

с. Черкасские Тишки

с. Черняки

с. Шубино

пос. Элитное

г. Южный

с. Яковлевка
Ликвидированные населённые пункты (в старых границах до июля 2020 года):
- с. Ключки
- с. Новоалександровка
- с. Роганка
- с. Яроши

## Политика
В Харьковском районе зарегистрированы и имели представительства на местах 85 политических партий.
В Харьковском районном совете VII созыва были 42 депутата; VIII созыва — уже 84 депутата от следующих партий:
- Политическая партия «Блок Кернеса — успешный Харьков» — 31 депутат;
- Политическая партия «ОПЗЖ» — 23 депутата;
- Политическая партия «Слуга народа» — 12 депутатов;
- Политическая партия «Европейская солидарность» — 10 депутатов;
- Политическая партия «Блок Светличной» — 8 депутатов.

Глава районного совета — Кацуба Владимир Михайлович; заместители главы районного совета: Хорошко Олег Владиславович, Шейка Роман Леонидович.

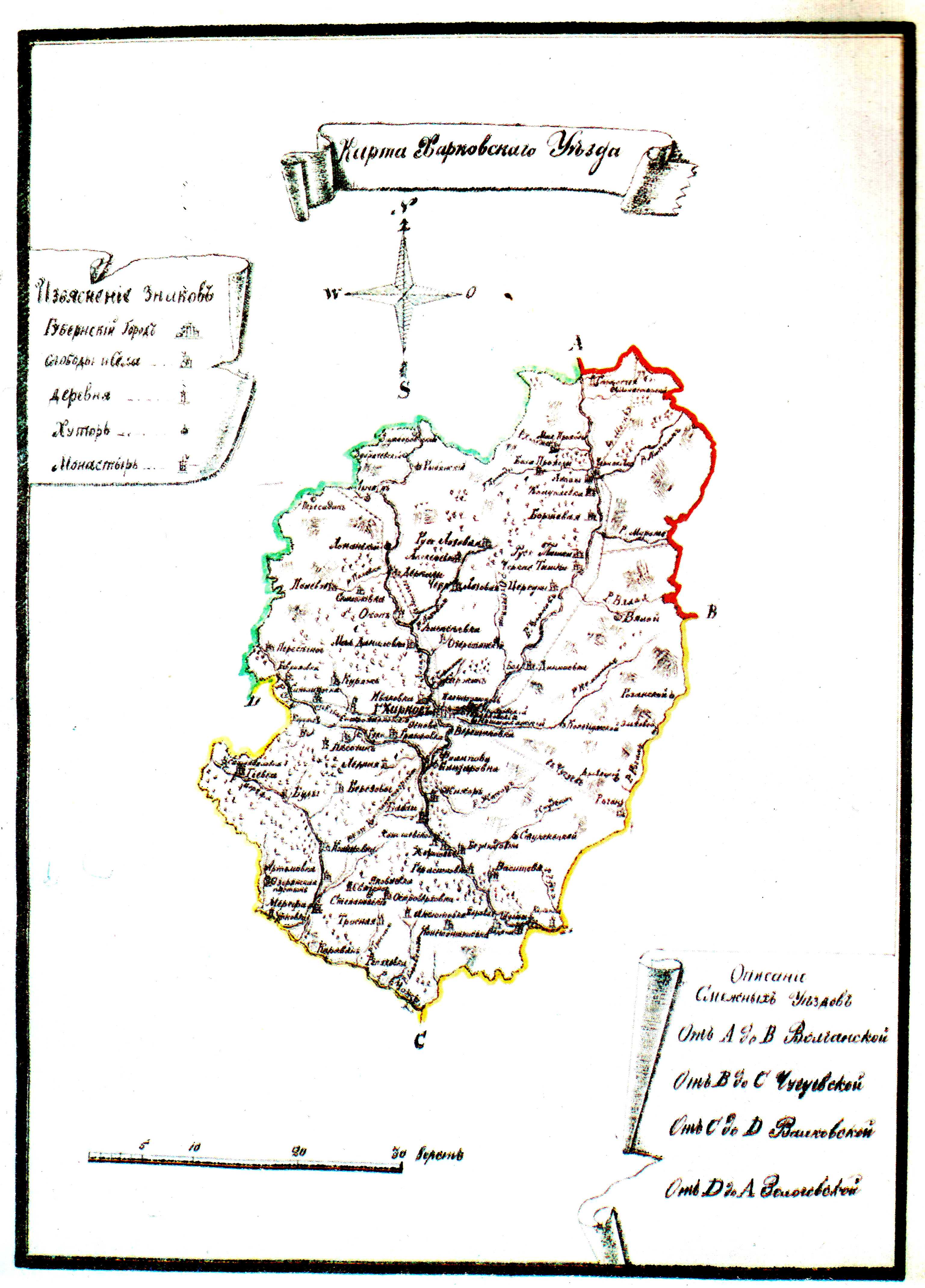
Харьковский уезд в 1788 году

## Экономика
Район входит в состав Харьковского промышленного узла и обладает развитой многоотраслевой промышленностью, которая представлена промышленными предприятиями машиностроительной, легкой, пищевой, строительных материалов и других отраслей.
Далеко за пределами области известны своей продукцией АО «Мерефянский стекольный завод». АО «Куряжский домостроительный комбинат», АО «Надия» по изготовлению оконных блоков из полихлорвинила, АО «Роганская картонная фабрика», АО «Сантехстройдеталь», АО «Опора», Мерефянский механический завод, Артёмовский спиртозавод и др.
Важной отраслью экономики района является сельское хозяйство. Сельскохозяйственными угодиями занято — 100,5 га, сельскохозяйственные земли — 103771 га, под пашней — 71187 га. В области сельского хозяйства Харьковского района работают 38 сельскохозяйственных предприятий различных форм собственности, а также фермерские хозяйства в количестве — 183 (из них 13, которые имеют земли более 100 га) и ряд небольших подсобных хозяйств, а также предприятия: «Агротехсервис», «Агроплемсервис», «Сельхозхимия», цеха по производству продуктов питания — масла, муки, круп, колбас и т. п.
В районе работают три научно-исследовательских института: Институт овощеводства и бахчеводства, Институт животноводства и Институт шелководства Украинской академии аграрных наук.
Важное место в сельскохозяйственном производстве занимает пригородное хозяйство; район специализируется на животноводстве, птицеводстве, овощеводстве, зерновом производстве и садоводстве.

## Транспорт

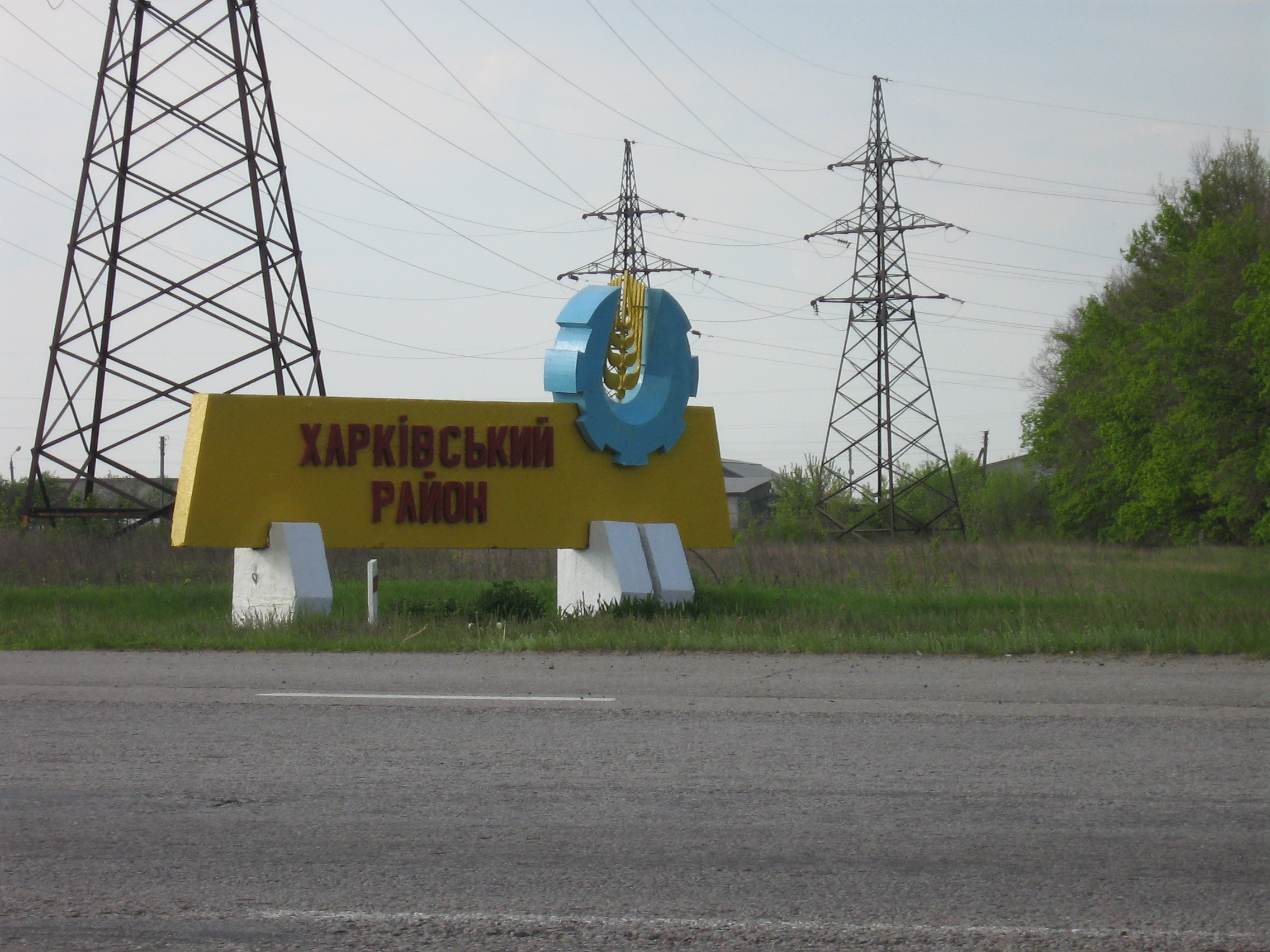
Стела Харьковского района ХО на трассе Харьков-Ростов-на-Дону

Территория района насыщена железнодорожными и автомобильными дорогами, трубопроводами. Общая протяженность газопроводов составляет 1451,53 км, газифицировано — 72256 домовладений. Протяженность дорог составляет 1372,9 км, в том числе с твердыми покрытиями — 598,2 км. Через территорию проходят такие важные магистрали как М-18(E 105) Москва — Симферополь, М-03 (E 40, E 50) Киев — Харьков.

## Культура

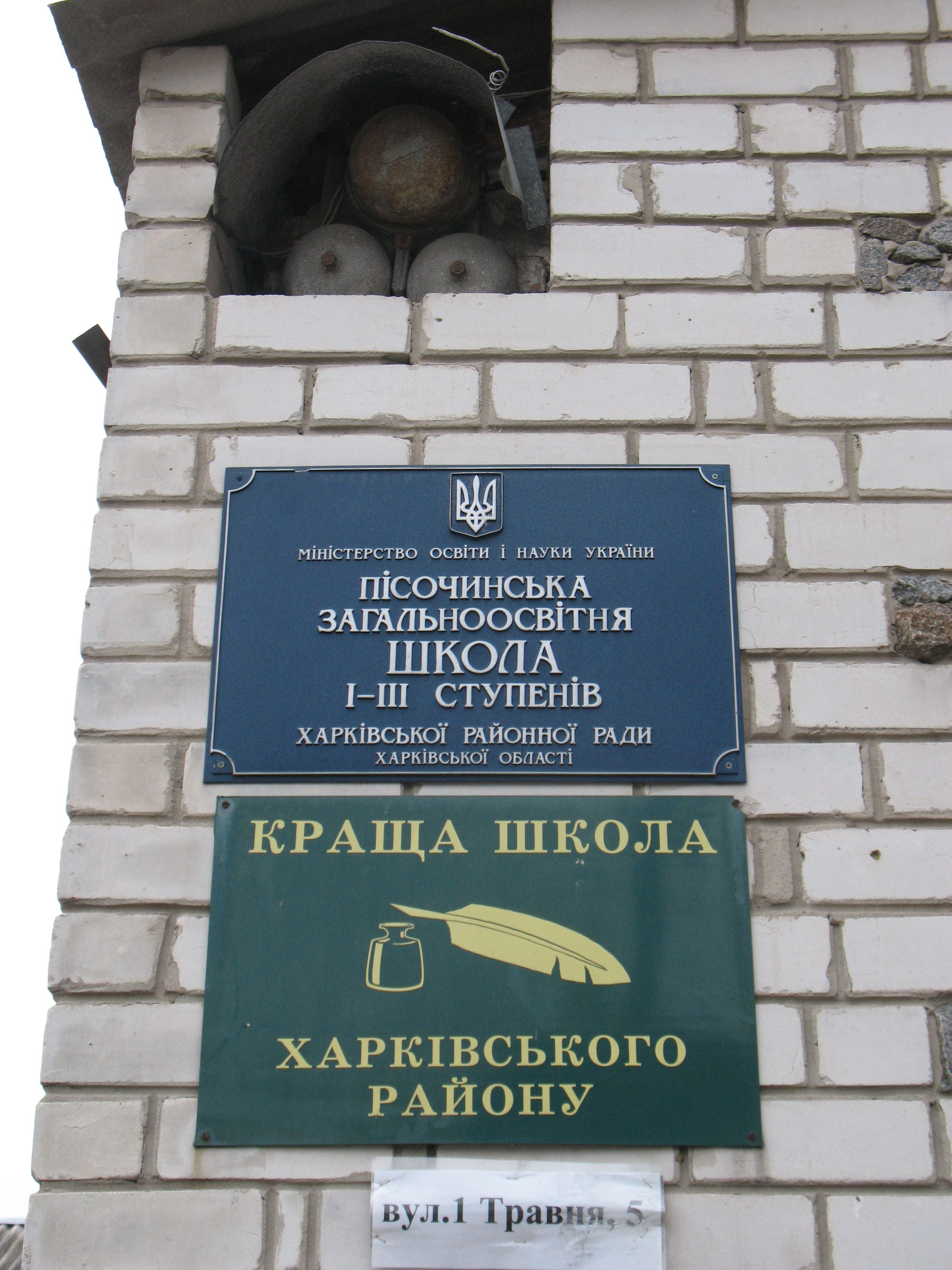
Песочинская средняя школа

## Достопримечательности
История района тесно связана с именами знаменитых людей.
Здесь жили и работали кошевой атаман Запорожской Сечи — Иван Сирко, украинский философ Г. С. Сковорода, историк, археолог, этнограф, фольклорист, писатель Д. И. Яворницкий, скульптор и художник Е. А. Лансере, первый народный учитель Украины П. В. Щепкин, певица К. И. Шульженко, украинский писатель, фольклорист, этнограф, музыкант Г. М. Хоткевич.
На государственном учете в Харьковском районе находится 137 памятников истории и культуры из них:
- памятники истории — 99
- памятники искусства — 4
- памятники архитектуры — 10
- памятники археологии — 24.

В 77 братских и 36 одиночных могилах покоится 14964 погибших воинов Великой Отечественной войны. Из числа погибших 5745 имен известны и увековечены.

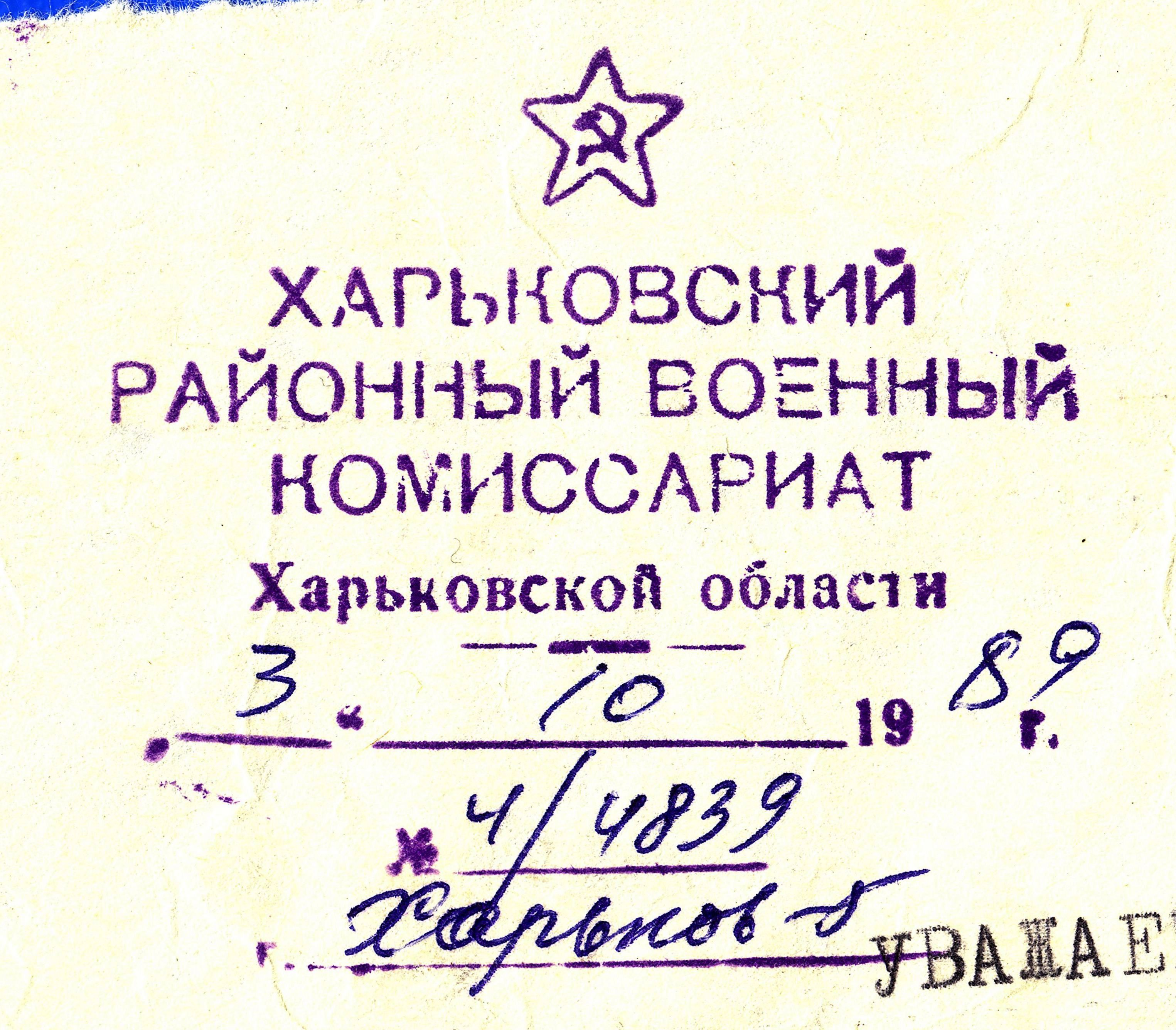
Угловой штамп Харьковского районного военного комиссариата. 1989